# A Mess of Blues
A Mess of Blues è una canzone prodotta dalla rock band inglese Status Quo, uscita come singolo nel novembre del 1983.

## La canzone
Si tratta della cover di un brano composto dalla coppia di autori americani Doc Pomus e Mort Shuman, già inciso e portato al successo da Elvis Presley nel 1960.
La versione degli Status Quo si presenta in una veste totalmente differente, con toni più sfumati e batterie sintetiche.
Il singolo si piazza al n. 15 delle classifiche inglesi.

## Tracce
1. A Mess of Blues - 3:22 - (D. Pomus/M. Shuman)
2. Big Man - 3:40 - (Lancaster/Green)

## Formazione
- Francis Rossi (chitarra solista, voce)
- Rick Parfitt (chitarra ritmica, voce)
- Andy Bown (tastiere, chitarra, armonica, cori)
- Alan Lancaster (basso, voce)
- Pete Kircher (percussioni)

## British singles chart
| Posizione | 24 | 15 | 20 | 24 | 41 | 65 | uscito |